# 2014-es népszavazás Skócia függetlenségéről

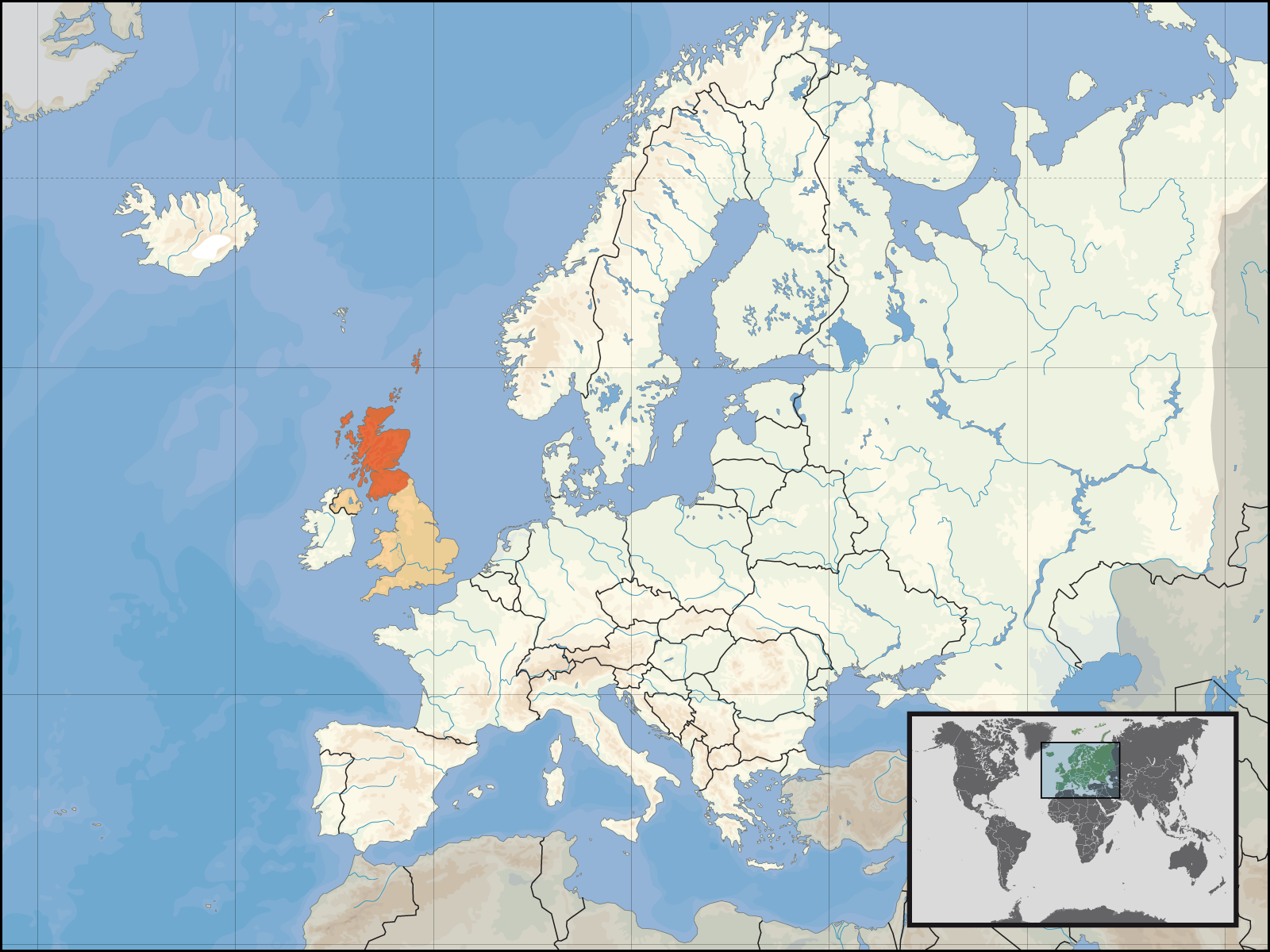
Skócia és az Egyesült Királyság Európa térképén

Az elszakadáspárti skótok logoja

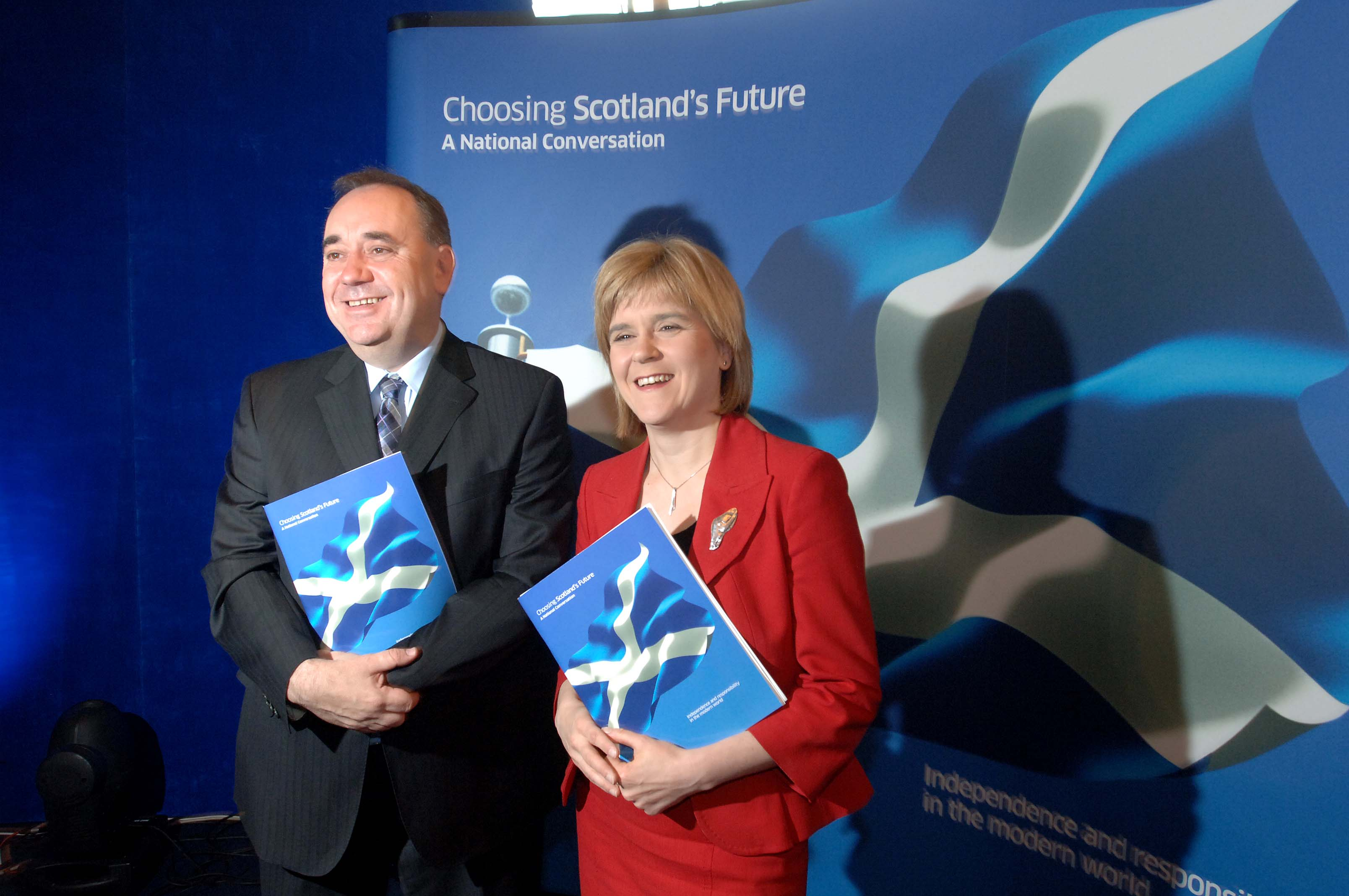
Alex Salmond skót miniszterelnök és Nicola Sturgeon miniszterelnök-helyettes, a Skót Nemzeti Párt vezetői, a függetlenségi népszavazás kezdeményezői

2014. szeptember 18-án Skóciában népszavazást tartottak az országnak az Egyesült Királyságtól való függetlenségéről. A szavazók többsége (körülbelül 55%-a) az Angliával, Walesszel és Észak-Írországgal való unió fenntartása mellett foglalt állást.

## Skócia jelenlegi alkotmányos helyzete

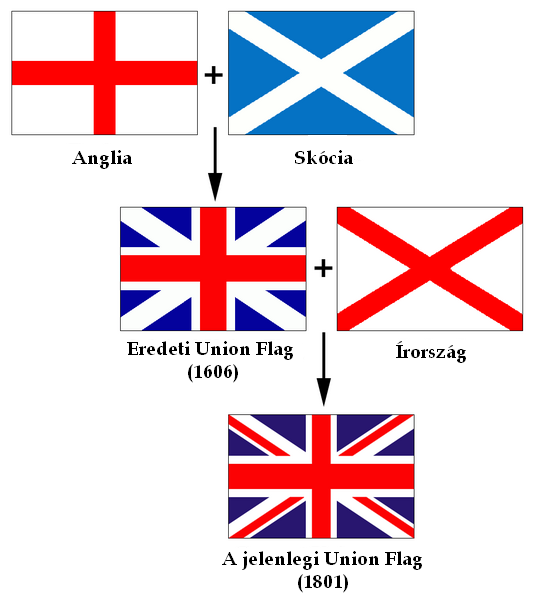
Az Egyesült Királyság zászlajának kialakulása, a brit parlament 1908-ban mondta ki először, hogy a Union Jack az Egyesült Királyság nemzeti lobogója

Skócia 1603 óta perszonálunióban áll Angliával, és az egyesülési törvények 1707. május 1-i életbe lépése óta egységállamot alkot Angliával és Walesszel, 1921 óta pedig Észak-Írországgal is. A négy ország együtt alkotja az Egyesült Királyságot, amelynek államfője III. Károly király, kormányfője pedig Rishi Sunak, az Egyesült Királyság miniszterelnöke.

## A népszavazás menete
A referendum szabályait rögzítő Edinburghi Egyezményt több hónapos kormányközi tárgyalássorozat után Alex Salmond skót első miniszter és David Cameron brit miniszterelnök írta alá 2012 októberében Glasgowban.
A népszavazásra 2014. szeptember 18-án került sor. A szavazáson a 16. életévüket betöltött skóciai lakosok voksolhattak, feltéve, hogy az Egyesült Királyság vagy az Európai Unió polgárai, illetve a Nemzetközösség olyan polgárai, akiknek letelepedési joguk van az Egyesült Királyságban. Ez azt jelenti, hogy nem szavazhatott az Egyesült Királyság többi részén élő 800 000 skót, viszont szavazhatott 400 000 Skóciában élő, nem skót nemzetiségű személy. (Ezt a megoldást széles körben igazságosnak tartották.) A népszavazáson egyetlen kérdésre kellett igennel vagy nemmel válaszolni: „Független ország legyen-e Skócia?” A kérdést a szavazók egyszerű többséggel döntötték el.
A szavazáson való részvétel előzetes regisztrációhoz kötött. A 2014. szeptember 2-iki határidőig összesen 4 285 323 választópolgár regisztrálta magát. Ez példátlanul magas, 84,6%-os arány.

## Az uniópárti eredmény következményei
Legalább 10 évre lekerülne a kérdés a politikai napirendről, ugyanakkor a brit állam valószínűleg engedményeket tesz a skót parlament felé.

## A függetlenségpárti tervek

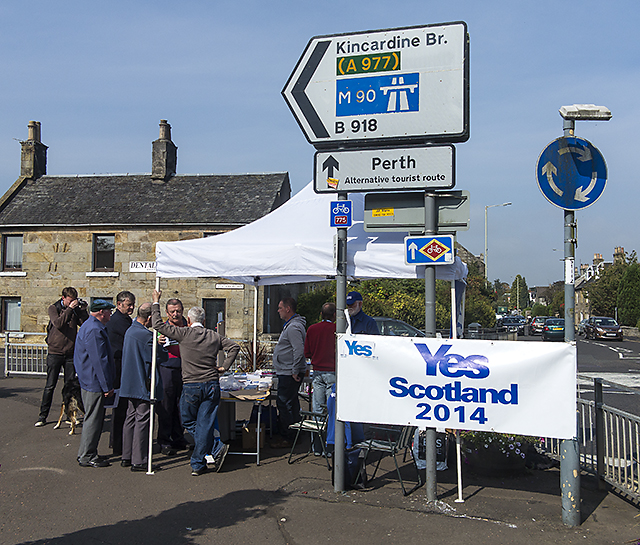
Függetlenségpárti kampány Kinrossban

Amennyiben a szeptember 18-i népszavazáson az igenek győznek, tehát a választók többsége Skócia függetlensége mellett voksol, az ország nem válik azonnal, automatikusan függetlenné. Azonnal megindulnak viszont a tárgyalások a londoni és az edinburgh-i vezetés között a függetlenné válás gyakorlati részleteiről. A tényleges függetlenné válás kitűzött dátuma 2016. március 24.

### Alkotmányos struktúra
A függetlenné váló Skócia államfője továbbra is II. Erzsébet brit királynő lenne, hasonlóan ahhoz, ahogy ő az államfő Kanadában vagy Ausztráliában is. A szokásos eljárás szerint az uralkodó kormányzót (governor general) nevezne ki, aki őt Skóciában képviselné. Skócia továbbra is parlamentáris monarchia lenne, és a népképviseleti és törvényhozó funkciót a kibővült hatáskörű, egykamarás Skót Parlament látná el. Az ország élén az első miniszter (miniszterelnök) állna. A jelenlegi tervek szerint a független Skócia első parlamenti választására 2016 májusában kerülne sor.
Skóciában népszerű a köztársaságpárti irányzat, és elképzelhető, hogy a függetlenné váló országban hamarosan népszavazást írnának ki a monarchia eltörléséről.

### Nemzetközi kapcsolatok

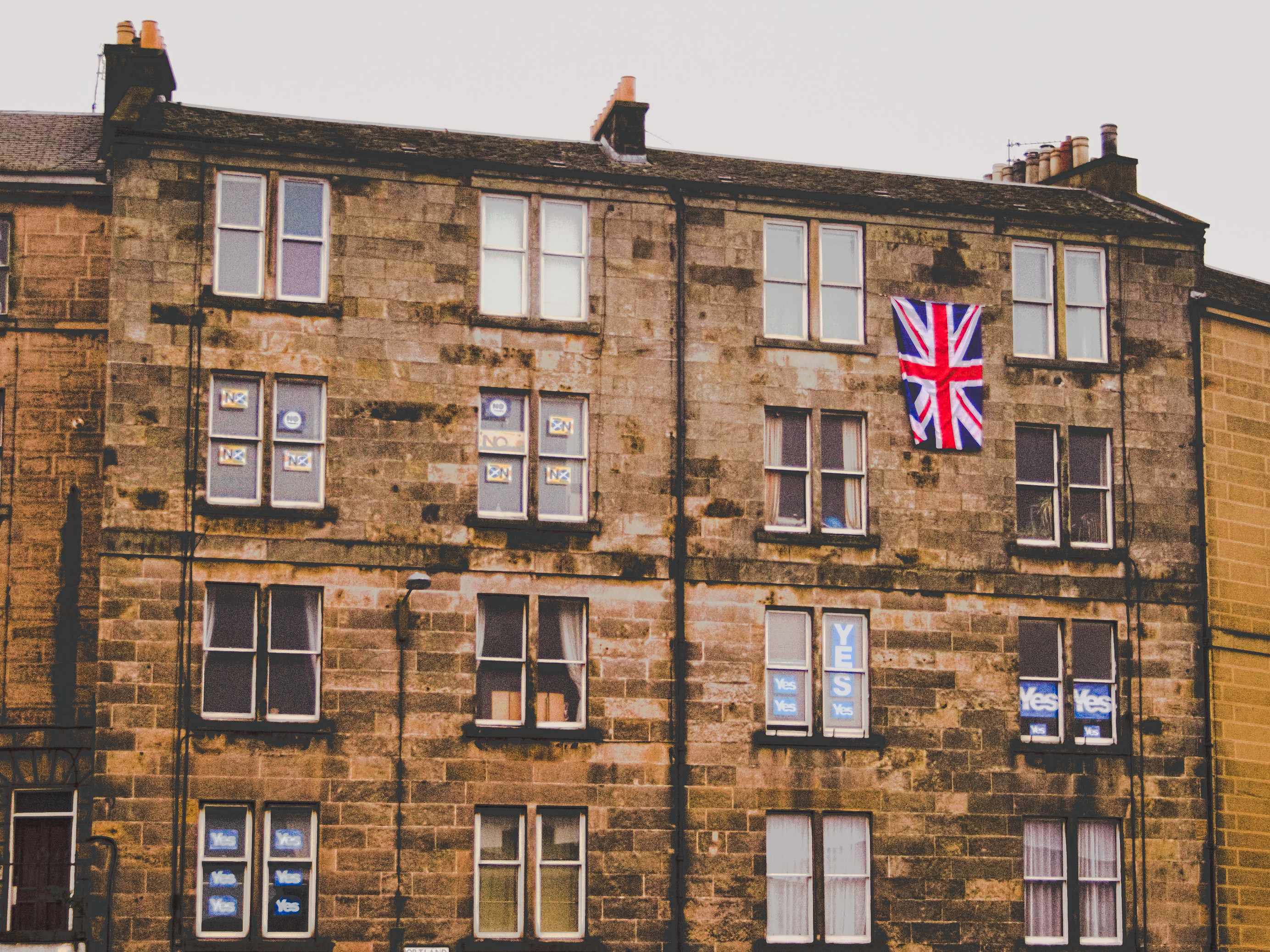
Lakóház Leith-ben

A skót kormány megerősítette, hogy Skócia a függetlenség kikiáltása esetén is tagja kívánna maradni az Európai Uniónak, a NATO-nak, az ENSZ-nek, a Világbanknak és a Nemzetközi Valutaalapnak, valamint számos egyéb nemzetközi szervezetnek. Az ország felvétele ezekbe a szervezetekbe nem lenne automatikus, de valószínű, hogy nem okozna komoly problémát. Ugyanakkor Spanyolország, ahol előtérben van Katalónia függetlenségi törekvése, érdekelt abban, hogy a skót átmenet ne legyen zökkenőmentes, és ezzel elriassza a katalánokat attól, hogy a skótok példáját kövessék.

### Politika
A brit képviselőház 650 tagja közül 59 skóciai választókerületeket képvisel. Ha Skócia különválik, ezek a képviselők (köztük Gordon Brown volt miniszterelnök és Alistair Darling volt pénzügyminiszter) kénytelenek lesznek elhagyni a parlamentet, amelynek létszáma így várhatóan 591-re csökken. A vezető brit politikai pártok közül a Munkáspártnak messze a legnagyobb a támogatottsága Skóciában: jelenleg az 59 skóciai képviselőből 41 munkáspárti. Ezért Skócia különválása sokkal érzékenyebben érintené a Munkáspártot, mint legfőbb riválisukat, a konzervatívokat. A skóciai képviselők nélkül a konzervatívoknak 21 fős abszolút többségük lenne, és David Cameron nem kényszerülne koalícióra a Liberális Demokratákkal.

### Gazdaság

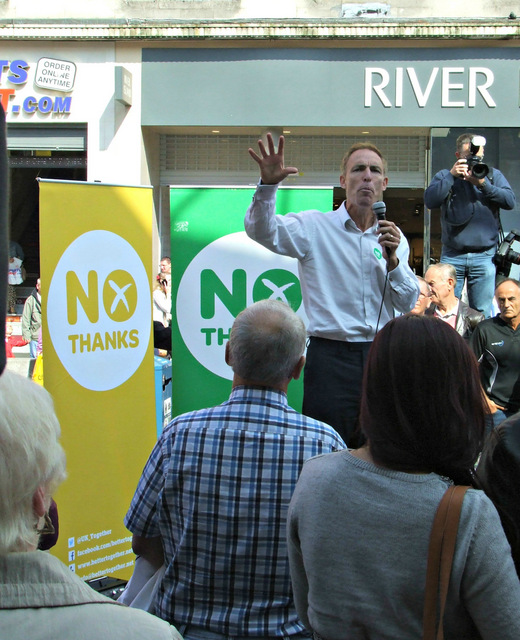
Egy munkáspárti képviselő kampányol az együttmaradás mellett Glasgowban

#### Monetáris ügyek
A Skót Nemzeti Párt elképzelése szerint a függetlenség kikiáltása esetén Skócia monetáris unióban maradna az Egyesült Királysággal, és az országban továbbra is a font sterling lenne a hivatalos fizetőeszköz. Ezt az elképzelést azonban visszautasította George Osborne pénzügyminiszter, aki szerint „rendkívül valószínűtlen”, hogy Skócia tovább használhatná a fontot, ha közben különválna az Egyesült Királyságtól.
Ha Skócia megállapodás nélkül használja az angol fontot – mint ahogyan például Montenegró használja az eurót vagy Panama az amerikai dollárt –, akkor nem lesz saját monetáris politikája, nem támaszkodhat a Bank of England segítségére, ha pedig megállapodással, akkor továbbra is az angol pénzügyi irányítás fog dominálni.
A kérdést bonyolítja az is, hogy Skóciának az EU-hoz való csatlakozás keretében kötelezettséget kellene vállalnia az euró bevezetésére. (Az Egyesült Királyság, amely még az euró létrejötte előtt lett az EU tagja, mentesül ez alól a kötelezettség alól.) Elképzelhető ezért, hogy a független Skócia végül kénytelen lenne csatlakozni az eurózónához.

#### Költségvetés és államadósság
A függetlenség kikiáltása esetén a Skót Parlament önállóan dönthetne a költségvetési ügyekről, és szabadon vethetne ki adót a skót polgárokra. Skóciának jelentős jövedelme származna az északi-tengeri földgáz és kőolaj kitermeléséből is.
Az Egyesült Királysággal való függetlenségi tárgyalások egyik fő témája lenne az, hogy az Egyesült Királyság jelenlegi 1267 milliárd fontra becsült nettó vagyonát hogy osztanák fel a két ország között. A skót kormány elképzelése szerint Skócia mintegy 100-130 milliárd fontnyi részt vállalna az Egyesült Királyság ezermilliárd fontnyi államadósságából, de Alex Salmond első miniszter azzal fenyegetőzött, hogy Skócia nem vállalja magára az államadósság ráeső részének kifizetését, ha az Egyesült Királyság nem járul hozzá a monetáris unióhoz. Ezt a perspektívát David Cameron „vérfagyasztónak” minősítette. Mindenesetre a brit pénzügyminisztérium megnyugtatta a befektetőket, hogy az Egyesült Királyság Államkincstára jótáll a teljes államadósságért, függetlenül a népszavazás és az esetleges Skóciával folytatott tárgyalások eredményétől.

## Nemzetközi hatások
A skót népszavazásnak kihatása lehet Európa egészére, a referendum felhívta a figyelmet arra, hogy a nemzeti kisebbségek kérdése nem csak a földrész keleti felén jelentős, hanem több nyugati országban is probléma. Skócia önállósodása felgyorsíthatja Katalónia elszakadását Spanyolországtól, ezzel pedig út nyílna a Baszkföld függetlenedése előtt is. A maradék brit állam és a maradék Spanyolország így már nem lenne olyan erős, mint volt, a II. világháború utáni nyugat-európai nagyhatalmi egyensúly megbomlana, és eltolódna Németország javára. Az Európai Unió több országában – például Olaszországban – tovább erősödne a regionalizmus, a nemzeti kisebbségek – köztük a magyar kisebbség – autonómiatörekvése is jóval hathatósabban érvényesülhetne. A kanadai Quebec tartományban is újra erőre kaphat a szeparatizmus.
Skócia függetlenedésével az erdélyi magyarok is foglalkoznak: az elszakadás támogatásának kifejezésére az Erdélyi Magyar Nemzeti Tanács Marosvásárhelyen, Csíkszeredában, Gyergyószentmiklóson és Sepsiszentgyörgyön villámcsődületet szervezett, amit a román hatóság megpróbált megakadályozni.

## Kampány
| • igen | • nem | • bizonytalan |

A közvélemény-kutatások előrejelzéseinek alakulása.

A közvélemény-kutatások szerint a függetlenség ellenzői eleinte többségben voltak, de arányuk folyamatosan csökkent, és a népszavazás előtti második héten néhány felmérésben már az elszakadáspártiak kerültek többségbe. Ekkor erős egységpárti médiakampány kezdődött a szigetországban, amely néha már-már hisztérikus riogatásba csapott át. David Cameron miniszterelnök további jogköröket ígért a skót parlamentnek az elutasítás esetére.
A Facebookon 10 millió bejegyzést inspirált a népszavazás az azt megelőző 5 hétben.

## Eredmények
| Igen | Nem |

| A Skócia függetlenségéről szóló népszavazás eredménye (2014. szeptember 18.) |              |                       |
| A szavazásra jogosultak száma                                                | 4 283 392 fő | 100%                  |
| A megjelentek száma                                                          | 3 623 344 fő | 84,59%                |
| - Ebből érvénytelen szavazat                                                 | 3 429        | a megjelentek 0,09%-a |
| - Ebből érvényes szavazat                                                    |              |                       |
| Válaszok                                                                     | száma        | százalék              |
| Igen                                                                         | 1 617 989    | 44,70%                |
| Nem                                                                          | 2 001 926    | 55,30%                |
| Összesen                                                                     | 3 619 915    | 100%                  |

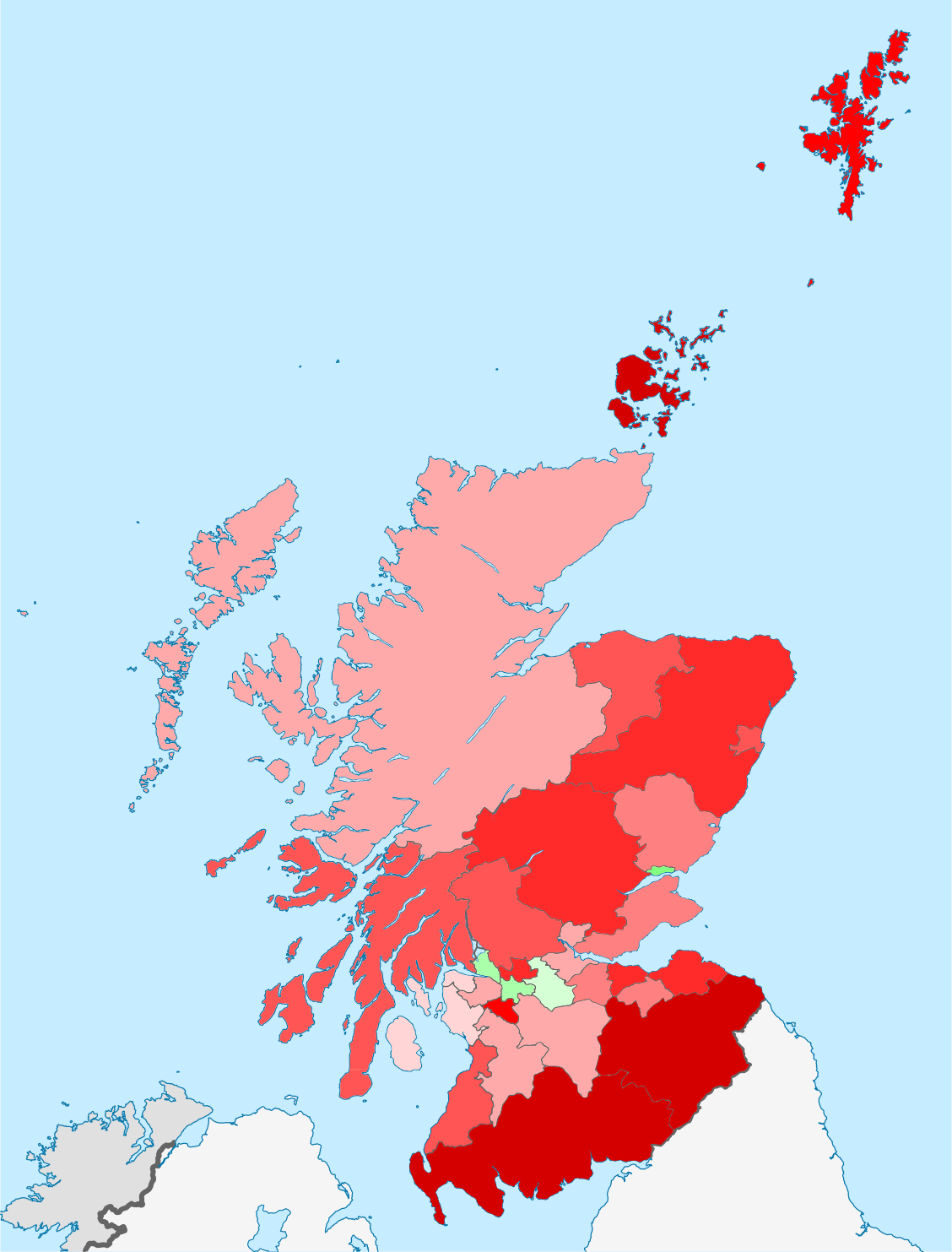
A népszavazás eredménye tanácsi területenként

A lakosság rendkívül magas részvétel mellett elutasította a függetlenséget. A függetlenségpártiak a 32 tanácsi terület közül csak négyben, két nagyvárosban, Glasgowban és Dundee-ban, valamint Glasgow két elővárosában, North Lanarkshire-ben és West Dunbartonshire-ben győztek.
A fiatalok, a munkanélküliek és a szegényebbek inkább igennel, az idősebbek, a bevándorlók, a gazdagabbak, a vidékiek inkább nemmel szavaztak. A gazdasági bizonytalansággal ijesztgető kampány elsősorban a középosztályra hatott.

## Politikai következmények
Alex Salmond skót miniszterelnök még a hivatalos végeredmény bejelentése előtt elismerte a kudarcot, azután pedig lemondott a miniszterelnökségről és a kormányzó Skót Nemzeti Pártban (SNP) betöltött elnöki tisztségéről.
Az Európai Unió vezetői a népszavazás előtt a status quo fennmaradása miatt aggódtak.
Martin Schulz, az Európai Parlament (EP) elnöke szerint a népszavazás eredménye megnyugtató. „Az EU-nak éppen elég gond a 28 tagország közösségének egyben tartása, és nem lehet elvárni, hogy még az autonómiatörekvések ügyét is Brüsszel, vagyis az uniós intézmények oldják meg.” – nyilatkozta. Herman Van Rompuy, az Európai Tanács elnöke is örült az eredmények, mivel szerinte „ha az előző héten a skótok a függetlenségre szavaztak volna, az hosszú időre bizonytalanságot idézett volna elő Európában”.
Mivel a népszavazás után tíz évig nem hozható szóba a skót függetlenség kérdése, ezért az csak 2023 októberében, a Skót Nemzeti Párt éves kongresszusán került újból előtérbe, mégpedig új megvilágításban: a párt vezetői a függetlenséggel együtt Skócia visszaléptetését is megkezdenék az Európai Unióba, amely a Brexittel szakadhatott ki onnan, viszont a pártvezetőség szerint katasztrofálisnak bizonyult az országra nézve. A 2014-es függetlenségi referendum is részben azért hiúsult meg, mert a skótok jelentős része nem akarta, hogy Skócia a függetlenséggel elveszítse az Európai Unióhoz való tartozást, ugyanakkor a Brexitről szóló népszavazáson 62%-a a skót szavazóknak az unióban történő megmaradás mellett volt. A függetlenségpártiak ezért megpróbálják megnyerni az ügynek az EU-párti skót lakosságot is.